# Kōji Ezumi
Kōji Ezumi (江角 浩司?, Ezumi Kōji; Shimane, 18 dicembre 1978) è un ex calciatore giapponese, di ruolo portiere.